# Tre (musikalbum)
Tre är den svenska proggruppen Archimedes badkars tredje studioalbum, utgivet 1977 på skivbolaget MNW (skivnummer MNW 78P). Skivan återutgavs på CD 2003 (skivnummer MNWCD 78), på vilken låten "Signal" hade plockats bort. Istället hade skivan fem bonuslåtar.

## Låtlista

### LP-versionen
A
1. "Badidoom"
2. "Världens liv"
3. "Akombah"
4. "Bhajan"
5. "Slum"

B
1. "Tumpianomusik"
2. "Svit: Pharaoh - El Legend - Marrakech"
3. "Desert Band"
4. "Tzivaeri"
5. "Signal"
6. "Nomader"

### CD-versionen
1. "Badidoom"
2. "Världens liv"
3. "Akombah"
4. "Bhajan"
5. "Slum"
6. "Tumpianomusik"
7. "Svit: Pharaoh - El Legend - Marrakech"
8. "Desert Band"
9. "Tzivaeri"
10. "Nomader"
11. "Yugoslavian Dance"
12. "Jorden (The Earth)"
13. "Charmante Yerevan"
14. "After the Rain/Waterfalls"
15. "Darkpen"

### Fotnoter
1. ↑  ”Tre”. Discogs.com. http://www.discogs.com/Archimedes-Badkar-Tre/release/1629424. Läst 5 september 2012.